# حيد قاسم (الطفة)

تعديل مصدري - تعديل

حيد قاسم هي إحدى قرى عزلة الظفرين بمديرية الطفة التابعة لمحافظة البيضاء، بلغ تعداد سكانها 238 نسمة حسب تعداد اليمن لعام 2004.